# عثمان بالدي
عثمان بالدي (بالفرنسية: Ousmane Baldé) هو لاعب كرة قدم غيني في مركز الوسط، ولد في 31 ديسمبر 1989 في كوناكري في غينيا. شارك مع منتخب غينيا لكرة القدم. أما مع النوادي، فقد لعب مع أكاديمية باريس سان جيرمان وخيتافي ب ونادي أولهانينسي ونادي تور ونادي فريجوس ونادي فيريا.

## وصلات خارجية
- عثمان بالدي على موقع قاعدة بيانات كرة القدم.إي يو (الإنجليزية)
- عثمان بالدي على موقع ناشيونال فوتبول تيمز (الإنجليزية)
- عثمان بالدي على موقع Soccerway.com (الإنجليزية)
- عثمان بالدي على موقع عالم كرة القدم.نت (الإنجليزية)